# Mobula munkiana
Mobula munkiana — вид хрящевых рыб рода мобул семейства орляковых скатов отряда хвостоколообразных надотряда скатов. Эти скаты обитают в тропических водах восточной части Тихого океана. Встречаются в прибрежной зоне и в открытом море. Максимальная зарегистрированная ширина диска 220 см. Грудные плавники этих скатов срастаются с головой, образуя ромбовидный диск, ширина которого превосходит длину. Рыло массивное, плоское, передний край почти прямой с выемкой посередине. Часть грудных плавников преобразована в так называемые головные плавники. У основания хвоста расположен спинной плавник, шип на хвосте отсутствует. Окраска дорсальной поверхности диска тёмно-пурпурного или лилово-серого цвета. Позади глаз пролегает чёрно-коричневая узкая полоса.
Подобно прочим хвостоколообразным Mobula munkiana размножаются яйцеживорождением. Эмбрионы развиваются в утробе матери, питаясь желтком и гистотрофом. В помёте 1 новорождённый. Рацион в основном состоит из планктона, в частности мелких ракообразных. Эти скаты являются объектом коммерческого промысла.

## Таксономия
Впервые новый вид был научно описан в 1987 году итальянским экологом Джузеппе ди Шьяра. Он был назван в честь американского океанографа Уолтера Хейнриха Манка. Морфологическое сходство мобул часто приводит к ошибкам при видовой идентификации.

## Ареал
Mobula munkiana  обитают в тропических водах восточной части Тихого океана у берегов Колумбии, Коста-Рики, Эквадора, включая Галапагосские острова, Сальвадора, Гватемалы, Гондураса, Мексики, Никарагуа, Панамы и Перу. Они встречаются в прибрежной зоне.

## Описание
Грудные плавники Mobula munkiana, основание которых расположено позади глаз, срастаются с головой, образуя ромбовидный плоский диск, ширина которого превышает длину, края плавников имеют форму заострённых («крыльев»). Голова широкая и плоская, с расставленными по бокам глазами. Позади глаз расположены брызгальца. Передняя часть грудных плавников преобразована в так называемые головные плавники. У основания хвоста находится маленький спинной плавник. Шип у основания хвоста отсутствует. Хвост длинный, кнутовидный. Окраска дорсальной поверхности диска тёмно-пурпурного или лилово-серого цвета, вентральная сторона белая. На вентральной поверхности диска имеются 5 пар жаберных щелей, рот и ноздри. Максимальная зарегистрированная ширина диска 220 см.

## Биология
Mobula munkiana встречаются поодиночке и небольшими группами, а также образуют многочисленные стаи. Вероятно, совершают миграции. Сегрегация по полу отсутствует, однако наблюдается разделение скатов по размеру.
Подобно прочим хвостоколообразным эти скаты относятся к яйцеживородящим рыбам. Эмбрионы развиваются в утробе матери, питаясь желтком и гистотрофом.  У самое имеется один функциональный яичник,расположенный слева. В помёте один новорождённый с диском шириной около 35—36 см. Самцы и самки достигают половой зрелости при ширине диска 87 см и 97 см соответственно. Рацион состоит из планктона, в частности креветок.
На Mobula munkiana паразитируют цестоды Hemionchos mobulae и Parachristianella trygonis.

## Взаимодействие с человеком
Mobula munkiana представляют интерес для коммерческого промысла. Их ловят с помощью поверхностных жаберных сетей и тралов. Международный союз охраны природы присвоил этому виду охранный статус «Близкий к уязвимому положению».